# Vittorio Benussi

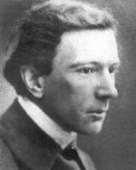
Vittorio Benussi

Vittorio Benussi (* 17. Januar 1878 in Triest; † 24. November 1927 in Padua) war österreich-ungarischer sowie italienischer Philosoph und Psychologe und Mitarbeiter von Alexius Meinong in Graz.
Er war einer der bedeutendsten Experimentalpsychologen der Jahrhundertwende und hatte großen Einfluss auf die Entwicklung der italienischen Schule der Gestaltpsychologie.
Benussi versuchte, experimentelle Bestätigungen für die Produktionstheorie der Grazer Schule zu finden. Nach seiner Rückkehr nach Italien war er Mitbegründer der sogenannten Schule von Padua.

## Leben
Nach der Matura an einem Triester Gymnasium, nahm Benussi das Studium der Philosophie an der Universität Graz auf. Nach kurzzeitigem Studium der deutschen und italienischen Philologie, angeregt durch die Begegnung mit Meinong, begann er das Studium der Psychologie. Zur Ergänzung des Studiums belegte er Kurse in Mathematik, Physik, Physiologie und Anatomie. Das Wintersemester 1899 verbrachte er in Rom und hörte Vorlesungen bei Sante de Sanctis, dem Begründer der Psychologie und Neuropsychiatrie für Kinder in Italien. De Santis war damals der einzige in Italien, der Vorlesungen über Psychologie anbot. Zu dieser Zeit gab es in Italien noch keinen Lehrstuhl für Psychologie.
Zwei Jahre nach der Rückkehr nach Graz wurde er mit einer Dissertation über das Thema Über die Zöllnersche Figur. Eine Experimental-psychologische Untersuchung mit Auszeichnung promoviert.
1905 habilitierte er sich mit dem Thema: Zur Psychologie des Gestalterfassens. Die Müller-Lyersche Figur. Anschließend arbeitete er bis 1918 als Bibliothekar an der Universitätsbibliothek in Graz und als Mitarbeiter Meinongs im Psychologischen Laboratorium. Stellvertretender Leiter des Labors bis 1914 war Stephan Witasek. Witasek starb bereits ein Jahr später, und Benussi übernahm die Leitung des Instituts. Zu seinen Schülern gehörten Cesare Musatti und Silvia De Marchi.
1907 heiratete er Wilhelmine Liel, die ebenfalls als Assistentin am Psychologischen Laboratorium arbeitete.
Von 1905 bis 1918 lehrte er Experimentalpsychologie an der Universität Graz, und ab 1920 bis 1927 an der Universität Padua. 1927 nahm sich Benussi das Leben.

## Werke (Auswahl)
Bekannt wurde Benussi mit seinen Experimenten zum psychophysiologischen Ansatz der Glaubwürdigkeitsbeurteilung aus dem Jahre 1914 mit seinem Werk: "Die Atmungssymptome der Lüge. Er forderte einen Teil seiner Versuchspersonen auf zu lügen, andere sollten die Wahrheit sagen, wieder andere sollten bewerten, ob diese Personen die Wahrheit sagen. Erstaunlicherweise hielten die Beobachter häufiger wahre Bekundungen für falsch, als dass sie den umgekehrten Fehler machten. Benussi stellte ferner bei der Beobachtung der Atmung fest, dass die Probanden vor einer wahren Aussage länger ein- als ausatmen und danach stärker ausatmen. Vor einer Lüge atmen die Probanden stärker aus, danach länger ein. Wenn also bei den ersten Atemzügen nach der Aussage die Einatmung im Verhältnis zur Ausatmung verlängert war, so vermutete er eine Lüge. Der Nachhall der Wahrheit ist demnach eine verlängerte Expiration, der Nachhall der Lüge eine verlängerte Inspiration (Benussi-Kriterium). Wurde den Kandidaten mitgeteilt, dass bei allen bekannt sei, dass sie die Unwahrheit sagen werden, so atmeten die Personen wie diejenigen, welche die Wahrheit sagen sollten. Benussi schloss, dass nicht die kognitive Arbeit beim Lügen Einfluss auf die Atmung nehme, sondern die Emotion "Furcht vor dem Erkannt- oder Durchschautwerden".
Die Werke im Einzelnen:
- Über die Zöllnersche Figur. Dissertation, Universität Graz, 1901 (handschriftlich)
- Psychologie der Zeitauffassung. Winter, Heidelberg 1913. (Nachdruck: Edition Classic, VDM Verlag 2007, ISBN 978-3-8364-3793-6)
- La suggestione e l'ipnosi come mezzi di analisi psichica reale. Zanichelli, Bologna 1925, OCLC 252323999.
- Suggestione e psicanalisi. (posthum, 1932)

Der wissenschaftliche Nachlass Benussis befindet sich am Instituto di Psicologia der  Università Statale in Mailand.